# João Moreira Salles
João Moreira Salles (Rio de Janeiro, 1962) è un regista brasiliano di documentari.

## Biografia
Fratello del regista Walter Salles, ha realizzato importanti documentari. È presidente dell'Instituto Moreira Salles. Nel 2006 ha fondato la rivista Piauí. Ha insegnato corsi relativi alla tecnica del documentario cinematografico alla Pontifícia Università Cattolica di Rio de Janeiro e alla Princeton University.

## Filmografia

### Cinema
- Blues (1990)
- Notícias de uma Guerra Particular, diretto con Kátia Lund (1999)
- Nelson Freire (2003)
- Entreatos 2004)
- Santiago (2006)
- No Intenso Agora (2017)

### Televisione
- América – serie TV (1989)
- Futebol – serie TV (1998)

## Riconoscimenti
- 2000 – Silver Daisy Awards, Brasile (Silver Daisy for Notícias de uma Guerra Particular)
- 2001 – Málaga Spanish Film Festival (Special Mention for Notícias de uma Guerra Particular, shared with Kátia Lund)
- 2003 – Silver Daisy Awards, Brazil (Silver Daisy for Nelson Freire)
- 2004 – São Paulo Association of Art Critics Awards (Best Documentary for Nelson Freire)
- 2004 – Cinema Brazil Grand Prize (Best Documentary for Nelson Freire)
- 2005 – São Paulo Association of Art Critics Awards (Best Film for Entreatos)
- 2005 – Havana Film Festival (Grand Coral – Second Prize for Entreatos)
- 2007 – Lima Latin American Film Festival (Best Documentary for Santiago)
- 2007 – Cinéma du réel (Grand Prize for "Santiago")
- 2007 – Alba International Film Festival (Audience Award for "Santiago")
- 2008 – Miami International Film Festival (Knight Grand Jury Prize for "Santiago")